# Engie
Engie (tên cũ là GDF Suez SA trước tháng 4 năm 2015) là một công ty điện lực đa quốc gia của Pháp, có trụ sở tại La Défense, Courbevoie, ngoại ô Paris. Công ty này hoạt động trong các lĩnh vực về sản xuất và phân phối điện, khí thiên nhiên và năng lượng tái tạo.
Công ty được thành lập ngày 22 tháng 7 năm 2008 trong quá trình sáp nhập của Gaz de France với Suez, một công ty có nguồn gốc từ Công ty Kênh đào Suez thành lập vào năm 1858 để xây dựng kênh đào Suez. Sau khi sáp nhập vào năm 2008, chính phủ Pháp nắm giữ khoảng 35,7% GDF Suez.
Engie nắm giữ 35% cổ phần tại Suez Environnement, một công ty về xử lý nước và quản lý chất thải công nghiệp tách ra từ Suez tại thời điểm sáp nhập. GDF Suez cũng đã mua 70% cổ phiếu của công ty điện International Power của Anh trong tháng 8 năm 2010, giúp GDF Suez trở thành công ty tiện ích độc lập lớn nhất thế giới. Việc mua 30% còn lại đã được công bố bởi GDF Suez trong tháng 6 năm 2012, và giao dịch hoàn thành vào tháng 7 năm 2012.
Đến năm 2010, GDF Suez có tổng số nhân viên vào khoảng 236.000 người, trong đó có 1.200 nhà nghiên cứu và các chuyên gia tại 9 trung tâm R&D, với doanh thu 84,5 tỷ Euro. Cổ phiếu của GDF Suez được giao dịch tại sàn giao dịch chứng khoán của Euronext tại Paris và Brussels và là một thành phần của chỉ số CAC 40 và BEL20.

## Lịch sử

### Trước năm 2006
Trước khi kế hoạch sáp nhập GDF Suez trong năm 2006, công ty đã tồn tại hai tập đoàn đa quốc gia Pháp riêng biệt là Suez SA và Gaz de France, với một lịch sử lên tới 200 năm.
Suez (trước đây và hiện tại là GDF Suez) là một trong những tập đoàn đa quốc gia lâu đời nhất hiện có trên thế giới, là kết quả của gần hai thế kỷ tổ chức và sáp nhập lại doanh nghiệp. Một trong những dòng lịch sử của công ty là trở lại vào năm 1822 khi vua William I của Hà Lan thành lập Algemeene Nederlandsche Maatschappij ter Begunstiging van de Volksvlijt với mục đích quản lý các hoạt động phúc lợi xã hội của quốc gia. Nguồn gốc tên gọi "Suez" chính là bắt nguồn từ một thực thể sáng lập của nó - Công ty Kênh đào Suez (Compagnie de Suez) được thành lập vào năm 1858 để xây dựng kênh đào Suez. Suez SA là kết quả của một sự hợp nhất vào năm 1997 giữa Compagnie de Suez và Lyonnaise des Eaux.
Gaz de France đã được thành lập vào năm 1946 cùng với công ty chị em của nó là Electricite de France (EDF) bởi Chính phủ Pháp. Sau khi tự do hóa thị trường năng lượng châu Âu, Gaz de France cũng tiến hành hoạt động phát triển các dịch vụ cung cấp khí thiên nhiên-điện cho khu vực. Cổ phiếu của công ty đã được phát hành lần đầu ra công chúng tại Thị trường chứng khoán Paris vào năm 2005, thu về 2,5 tỷ € cho Chính phủ Pháp.

## Hoạt động
GDF Suez hoạt động trong 6 lĩnh vực ngành nghề kinh doanh bao gồm: 
- Energy France: cung cấp khí đốt và điện cho khách hàng tư nhân, các chuyên gia và các doanh nghiệp trên toàn nước Pháp;
- Energy Europe and International: tham gia vào việc sản xuất và phân phối điện, cung cấp khí đốt tại 5 khu vực là Benelux và Đức, phần còn lại của châu Âu, Bắc và Mỹ La Tinh, Trung Đông, châu Á và châu Phi;
- Global Gas and Liquid Natural Gas (LNG): có các hoạt động bao gồm thăm dò, sản xuất, cung cấp, bán khí đốt tự nhiên hóa lỏng (LNG);
- Cơ sở hạ tầng, vận chuyển, cung cấp và lưu trữ khí đốt và khí hóa lỏng;
- Dịch vụ năng lượng, cung cấp các dịch vụ tư vấn cho việc thiết kế và xây dựng nhà máy điện, điện hạt nhân, khí đốt và các cơ sở công nghiệp;
- Môi trường: với các hoạt động về cung cấp nước, xử lý chất thải.

Công ty có hoạt động tại 70 quốc gia trên thế giới với tổng số 218.350 nhân viên trong đó có 62.900 người trong ngành điện và khí đốt và 155.450 người về dịch vụ. Năm 2010, doanh thu của công ty đạt 84,5 tỷ €. Đây cũng là công ty đứng đầu thế giới về cung cấp các dịch vụ tiện ích (Forbes Global 2000) và là công ty lớn thứ 6 thế giới trong năm 2009.